# الكسندر بوبوف (متزلج فني)
الكسندر بوبوف (بالروسية: Александр Владимирович Попов)‏ هو متزلج فني روسي، ولد في 10 يناير 1984 في بيرم في روسيا.

## وصلات خارجية
- ألكسندر بوبوف على موقع الاتحاد الدولي للتزلج (الإنجليزية)